# Affimer
Ein Affimer ist ein künstlich erzeugtes Protein aus der Gruppe der Cystatine, das eine bestimmte Aminosäuresequenz auf der Oberfläche besitzt. Affimere sind eine Form der Peptid-Aptamere.

## Eigenschaften
Affimere basieren auf dem Proteaseinhibitor Cystatin A, nur werden im Zuge eines Proteindesigns einige Aminosäuren an einer Stelle der Moleküloberfläche ausgetauscht. Dadurch kann das erzeugte Affimer an Moleküle binden, die an die eingefügte Sequenz binden. Der Cystatin-Anteil dient dabei als Gerüst zur Stabilisierung der Konformation der eingefügten Sequenz, z. B. einer α-Helix. Cystatine besitzen eine vergleichsweise hohe biologische Halbwertszeit und Thermostabilität. In ein Affimer können zwischen 12 und 36 Aminosäuren mit einer Kontaktfläche von 650 to 1000 Å2 eingefügt werden.
Basierend auf pflanzlichen Cystatinen wurden analog zu den Affimeren die Adhirons entwickelt.

## Anwendung
Affimere werden unter anderem zur Proteincharakterisierung und in Immunassays eingesetzt.